# OS/390
OS/390 ist der Vorgänger des Betriebssystems z/OS. Es war das erste Betriebssystem unter einem IBM-Großrechnersystem, das eine Unix-Personality besaß. 
Diese Personality wurden in den ersten Versionen von OS/390 als OpenEdition bezeichnet. Daher kommt auch der Begriff des OMVS Segment unter RACF, der noch heute gebräuchlich ist, obwohl die Unix-Personality heute als Unix System Services bezeichnet werden.
Erstmals wurde das System Ende 1995 eingesetzt und wurde bis Ende 2004 gepflegt.